# Myrmelastes
Genre
Myrmelastes  est un genre de passereaux de la famille des Thamnophilidae. Il comprend huit espèces d'alapis.

## Répartition
Ce genre se trouve à l'état naturel en Amazonie.

## Liste des espèces
Selon la classification de référence du Congrès ornithologique international (version 8.1, 2018) :
- Myrmelastes hyperythrus (Sclater, PL, 1855) — Alapi plombé, Fourmilier de Chamicuros
- Myrmelastes schistaceus (Sclater, PL, 1858) — Alapi ardoisé, Fourmilier unicolore
- Myrmelastes leucostigma (Pelzeln, 1868) — Alapi ponctué
  - Myrmelastes leucostigma subplumbeus (Sclater, PL & Salvin, 1880)
  - Myrmelastes leucostigma leucostigma (Pelzeln, 1868)
  - Myrmelastes leucostigma intensus (Zimmer, JT, 1927)
  - Myrmelastes leucostigma infuscatus (Todd, 1927)
- Myrmelastes humaythae (Hellmayr, 1907) — Alapi d'Humaita
- Myrmelastes brunneiceps (Zimmer, JT, 1931) — Alapi à tête brune
- Myrmelastes rufifacies (Hellmayr, 1929) — Alapi à face rousse
- Myrmelastes saturatus (Salvin, 1885) — Alapi des tépuis, Alapi du Roraima
  - Myrmelastes saturatus obscurus (Zimmer, JT & Phelps, 1946)
  - Myrmelastes saturatus saturatus (Salvin, 1885)
- Myrmelastes caurensis (Hellmayr, 1906) — Alapi du Caura, Fourmilier de Caura
  - Myrmelastes caurensis caurensis (Hellmayr, 1906)
  - Myrmelastes caurensis australis (Zimmer, JT & Phelps, 1947)